# Герб Кілійського району
Герб Кілійського району — офіційний символ Кілійського району, затверджений 8 грудня 1998 р. рішенням сесії районної ради.

## Опис
Зелений щит з верхівкою у вигляді фортечної стіни увінчаний стрічкою кольорів Державного Прапора України. На щиті зображено три колоски та шестерню. Лазурова база відділена срібною стрічкою з написом "Кілійський район".